# Metropolia di Argirocastro
La metropolia di Argirocastro (in albanese: Mitropolia e Shenjtë e Gjirokastrës) è una delle sei circoscrizioni ecclesiastiche che costituiscono la Chiesa ortodossa albanese.
Dall'11 novembre 2006 il metropolita è Demetrio Dikbasanis.

## Territorio
La metropolia si trova nella parte meridionale dell'Albania, al confine con la Grecia, e si estende su parte delle prefetture di Argirocastro e Valona. Tra le città comprese nella metropolia ci sono Pogon, Përmet, Saranda, Delvinë e Himara.
Sede metropolitana è la città di Argirocastro, dove si trova la cattedrale della Resurrezione, consacrata il 7 agosto 2016.

## Storia
La metropolia trae le sue origini dall'antica diocesi di Adrianopoli di Epiro, città identificabile con Dropull nella prefettura di Argirocastro in Albania,, attestata a partire dal V secolo, e che, alla fine dell'XI secolo, nelle fonti bizantine assunse il nome di diocesi di Drynopolis. Tra il 1338 e il 1339 i vescovi trasferirono stabilmente la loro residenza a Argirocastro. La diocesi fu elevata al rango di metropolia nel luglio 1835.
In seguito alla guerre balcaniche (1912-1913), all'indipendenza dell'Albania e alla definizione dei confini tra il nuovo stato albanese e la Grecia (1923), la metropolia di Dryinoupolis si trovò divisa in due: la maggior parte era in Albania, mentre una porzione minore era in territorio greco. Il metropolita Basilio Papachristou partecipò attivamente alla creazione della Repubblica Autonoma dell'Epiro del Nord, e per questo motivo fu espulso dall'Albania.
A partire dal 1929 la Chiesa ortodossa albanese ha istituito una propria gerarchia, con giurisdizione sul territorio della metropolia di Dryinoupolis rimasto in territorio albanese, ma con un nuovo titolo, "metropolia di Argirocastro".

## Cronotassi
La seguente cronotassi è pubblicata da Llukani, Mitropolia e Gjirokastrës, p. 219.
- Ambrosi Thanas † (1929 - 1937)
- Pandelejmon Kotoko † (1937 - 1952)
- Damjan Kokoneshi † (1952 - 1966)
  - Sede vacante
- Aleksandër Kalpakidis † (1992 - 1998)
  - Anastas Janullatosi (1998 - 2006) (amministratore)
- Demetrio Dikbasanis, dall'11 novembre 2006